# Pterotaea cavea
Pterotaea cavea är en fjärilsart som beskrevs av Frederick H. Rindge 1970. Pterotaea cavea ingår i släktet Pterotaea och familjen mätare. Inga underarter finns listade.